# Sinezona cingulata
Sinezona cingulata là một loài ốc biển, là động vật thân mềm chân bụng sống ở biển thuộc họ Scissurellidae.

## Hình ảnh

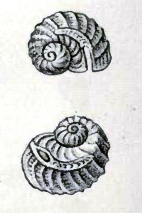